# Rheinfelden (Baden)
Pour les articles homonymes, voir Rheinfelden.
Rheinfelden (Baden) (prononciation allemande : /ˈʁa̯ɪnˌfɛldən baːdən/ ; nom alémanique : Badisch-Rhyfälde, prononcé : /ˈb̥ad̥ɪʃ ʁifæld̥ə/) est une ville du sud du Bade-Wurtemberg.

## Situation géographique
Rheinfelden est directement à la frontière de la Forêt-Noire devant et sur le Dinkelberg, une colline avec une hauteur maximale de 535 mètres, située au nord du centre de ville. La distance de la ville de Bâle est de quinze kilomètres à vol d'oiseau. La ville se trouve au Bord nord du Rhin, en face de Rheinfelden AG. C'est à Rheinfelden où le Dürrenbach, un ruisseau venant de Minseln, se jette dans le Rhin.

### Villes voisines
Les villes situées à côté de Rheinfelden sont dans le sens des aiguilles d'une montre, commençant à l'ouest : Grenzach-Wyhlen, Inzlingen, Lörrach, Steinen, Maulburg et Schopfheim dans l'Arrondissement de Lörrach, Wehr dans l'Arrondissement de Waldshut, Schwörstadt, aussi dans l'Arrondissement de Lörrach, et Rheinfelden en Suisse.

### Structure
La ville de Rheinfelden comprend un centre de ville avec les anciennes communes de Nollingen et de Warmbach et les communes rattachées comme résultat de la réforme communale : Adelhausen, Degerfelden, Eichsel, Herten, Karsau, Minseln et Nordschwaben. Ceux-ci sont aussi des communes au sens de l'ordre communal de Baden-Württemberg et ont un conseil communal avec un directeur communal (Ortsvorsteher). Le nombre des membres de ce conseil-là dépend à la commune et est d'entre six et douze.

## Histoire
| Appartenances historiques Duché de Zähringen 1080-1218 Saint-Empire (Ville libre) 1218-1368 Duché d'Autriche 1330–1453 Archiduché d'Autriche 1453–1801 Margraviat de Bade 1801-1803 Électorat de Bade 1803–1806 Grand-duché de Bade 1806–1871 Empire allemand 1871–1918 République de Weimar 1918–1933 Reich allemand 1933–1945 Allemagne occupée 1945–1949 Allemagne 1949–présent |

Au début, ce qui est aujourd'hui le centre de la ville faisait encore partie du Rheinfelden suisse et c'est pour cela qu'il partage l'histoire de celle-là. Les combats de la bataille de Rheinfelden ont également eu lieu ici.
À la fixion de la frontière après le traité de Lunéville et celui de Presbourg en 1801 et en 1805, le Rhin est devenu la frontière entre le Pays de Bade et la Suisse, le territoire de la nouvelle ville (badoise) faisait partie de ce qui devint plus tard les communes de Nollingen, Warmbach et Karsau qui sont aujourd'hui des quartiers dans la ville.
En 1836, une douane fut installée entre les deux villes, comme ça un petit hameau faisant partie de Nollingen s'est formé autour de la douane.
En 1856, une ligne de chemin de fer est construite entre la gare badoise de Bâle et Constance.
Au cours des années 1890, les grandes industries suisses se sont installées ici, comme le tissage de soie, l'industrie chimique, celle d'aluminium, et l'électrolyse. En 1897, la première centrale hydroélectrique de toute l'Europe fut utilisée sur le Rhin. Jusqu'à peu près 1850, le lotissement fut élargi et était un quartier de Nollingen appelé Badisch Rheinfelden (Rheinfelden badois). Une partie de celui-là fut rattaché à Karsau.
En 1921, Warmbach, qui était une commune autonome jusqu'à ce moment-là, fut rattaché à Nollingen. Le 7 octobre 1922, Nollingen devint une ville et décida de reprendre le nom de la ville voisine suisse. À la suite d'une réforme en 1939, « Rheinfelden (Baden) » fit partie de l'Arrondissement de Säckingen. Après la Seconde Guerre mondiale, elle appartenait au Pays de Bade et lors de la formation du Land de Bade-Wurttemberg et au District de Bade du sud. Depuis la réforme des arrondissements en 1973, Rheinfelden fait partie de l'arrondissement de Lörrach.
Les communes suivantes ont été rattachées aux années 1970 et sont maintenant des quartiers de Rheinfelden :
- 1er janvier 1972 : Degerfelden, Minseln
- 1er octobre 1973 : Herten
- 1er mars 1974 : Nordschwaben
- 1er juillet 1974 : Adelhausen, Eichsel
- 1er janvier 1975 : Karsau

À la suite de ces rattachements-là, la ville est arrivée à 20 000 habitants. Après sa requête, elle a reçu le titre Große Kreisstadt le 1er janvier 1975.

## Religion
Puisque la ville et ses environs faisaient partie de l'Ordre teutonique ou du Rheinfelden des Habsbourg jusqu'à l'année de 1805, elle est restée catholique jusqu'à la fin du XIXe siècle. L'arrivée de l'industrie a provoqué des colonies protestantes. En 1938, une église protestante a été construite. L'église la plus vieille de la ville, une ancienne grange, se trouve sur la montagne d'Adelberg.
En plus, il y a une minorité d'immigrants musulmans qui ont construit une mosquée en 1996. Malgré des discussions, on a aussi installé un minaret dont la sonorisation, début octobre 2009, a créé une polémique et sans doute influencé la votation suisse sur la construction refusée, de nouveaux minarets.

## Dialecte
Comme ville assez jeune, Rheinfelden a un dialecte assez différent des dialectes voisins ; il s'agit d'un mélange d'éléments. Par contre, dans les quartiers appartenant à la ville, on parle plutôt le Dinkelbergisch (dialecte des environs de la colline du Dinkelberg). Les dialectes limitrophes sont le Markgräflerisch à l'ouest, le Hotzenwälderisch à l'est ainsi que le Fricktälerisch et l'alémanique de Bâle au sud ; ceux-là tous appartiennent à l'alémanique et, avec exception du dialecte de Bâle appartenant au bas-alémanique, au sous-groupe haut-alémanique.
Contrairement à ceux des environs, de la même façon de celui de la ville de Bâle, le dialecte de la ville appartient plutôt au bas-alémanique qu'au haut-alémanique, c'est-à-dire qu'on prononce Kind, Katz, Kopf etc. au lieu de Chind, Chatz, Chopf. Toutefois, la prononciation de ce k allemand dépend à l'origine et aux circonstances de la personne elle-même. Même qu'aux environs de Rheinfelden les voyelles arrondies (ö, ü) deviennent e respectivement i, on ne retrouve cela qu'exceptionnellement.
Une spécialité du « rheinfeldois » parmi les autres dialectes alémaniques (que l'on retrouve, quand même, aussi à Lörrach et aux régions autour ces deux villes-là) est le changement de ue à üe, c'est-à-dire qu'on prononce güet, Schüel et ainsi de suite, contrairement à guet, Schuel dans les autres dialectes.
La négation double, rarement utilisé en allemand standard et en alémanique, est assez fréquente à Rheinfelden. Également, on dit souvent le nom de famille et ensuite le prénom, contrairement à l'ordre en allemand.

## Jumelages

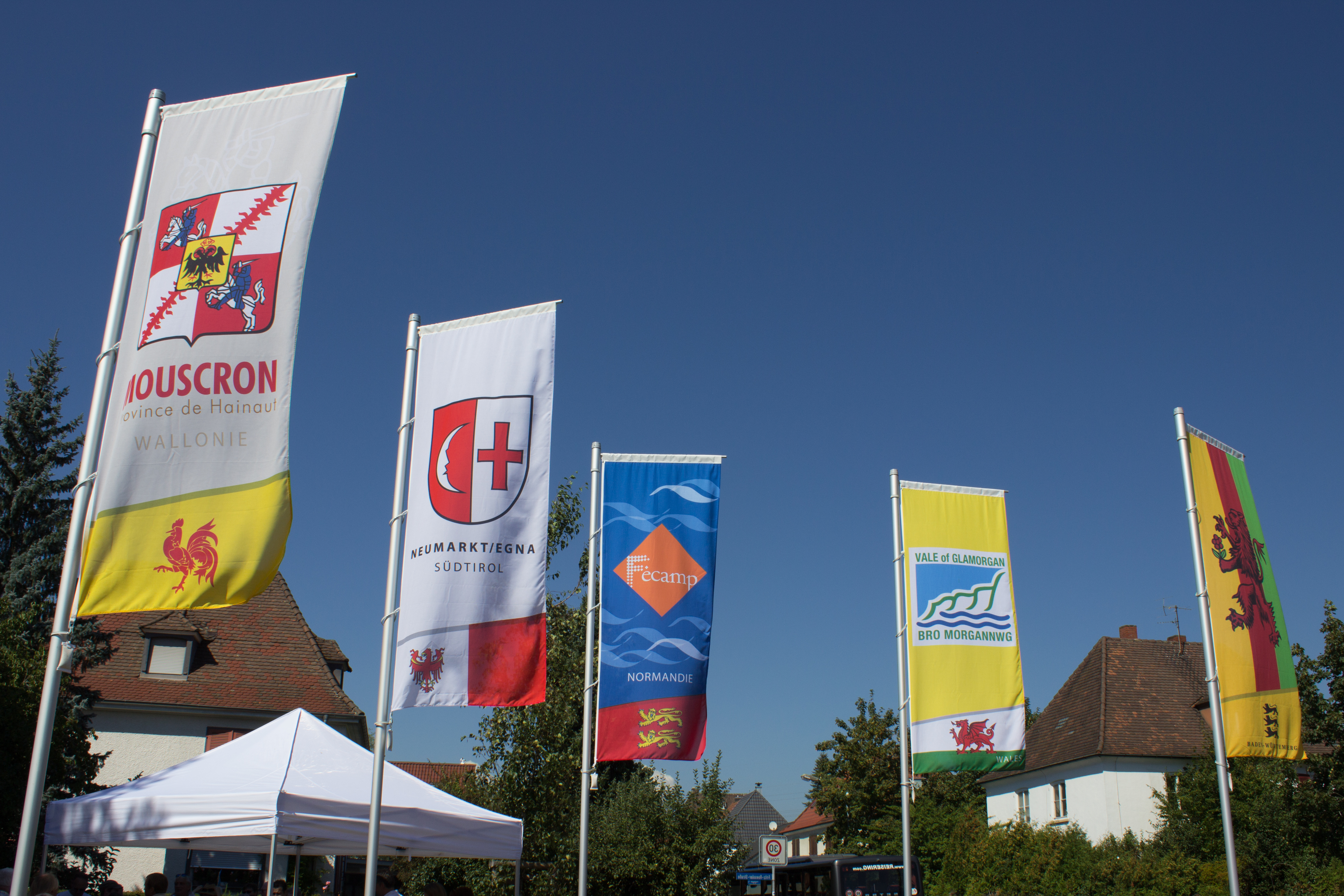
Drapeaux des jumelles de Rheinfelden dans le jardin de l'amitié à Rheinfelden (Baden).

La ville de Rheinfelden est jumelée avec cinq villes d'Europe :
- Fécamp (France) ;
- Mouscron (Belgique) ;
- Vale of Glamorgan (Pays de Galles) ;
- Egna (Italie) ;
- Ludwigsfelde (Allemagne).